# Vlag van Aichi

Vlag van Aichi (ratio 7:10)

De prefecturale vlag van Aichi bestaat uit een wijnrood vlak met een wit gestileerd hiragana-karakters あ [a] い [i] ち [chi] in de vorm van de vis. Deze symboliseert de golven van de Grote Oceaan, die de aandacht van de prefectuur voor internationale betrekkingen vertegenwoordigen. Het lijkt ook op de gouden vissen op het kasteel Nagoya. Deze Kinshachi (金鯱) zijn gestileerde vissen die aan de gevels van het kasteel zijn bevestigd. De prefecturale vlag werd op 15 augustus 1950 aangenomen.